# Crocidura selina
Crocidura selina — вид ссавців родини Soricidae. Зустрічається в Кенії та Уганді. Його природними місцями існування є субтропічні або тропічні болота та гірські ліси.